# Демократическая партия (Албания)
Демократи́ческая па́ртия Алба́нии (алб. Partia Demokratike e Shqipërisë, итал. Partito Democratico D'Albania PD) — правая политическая партия Албании, с 1990 года является одной из двух основных партий на албанской политической сцене. Её позиции особенно сильны на севере Албании, где преобладают гегерийцы — одна из двух крупнейших этнических групп албанцев.

## История
Партия сыграла исключительно важную роль в свержении коммунистического режима в Албании. Лидером партии при создании ДПА являлся Сали Бериша, среди учредителей была Месила Дода. В 1990—1991 партия действовала в союзе с независимым профобъединением во главе с Гезимом Шимой. Приходу ДПА к власти способствовала всеобщая забастовка в мае 1991 года.
С 1992 по 1997 год Демократическая партия находилась у власти под руководством Сали Бериши и Александера Мекси. Этот период характеризовался не только демократическими преобразованиями, но заметными авторитарными тенденциями. Инструментом партийной политики и лично президента Бериши являлась новая спецслужба SHIK во главе с активистом ДПА Башкимом Газидеде. Партийные тенденции доминировали и в министерстве обороны Сафета Жулали.
В 1997 году правительство ушло в отставку на фоне надвигавшейся гражданской войны. К власти пришли их основные конкуренты — Социалистическая партия Албании.
Партия входила в коалицию «Союз во имя победы» (Bashkimi për Fitoren), получившую 37,1 % голосов на парламентских выборах 2001 (46 мест в парламенте).
На июльских выборах 2005 Демократическая партия Албании получила 55 из 140 мест (вместе с союзниками — 73). Сали Бериша вновь возглавил правительство.
В июне 2009 демократы снова победили на выборах. Была создана коалиция вместе с Социалистическим движением за интеграцию.
После парламентских выборов в 2013 году, на которых победили социалисты, партия ушла в оппозицию.
Видным деятелем партии, одно время претендовавшим на лидерство, является известный историк Уран Бутка.